# Don Bosco (Torhout)

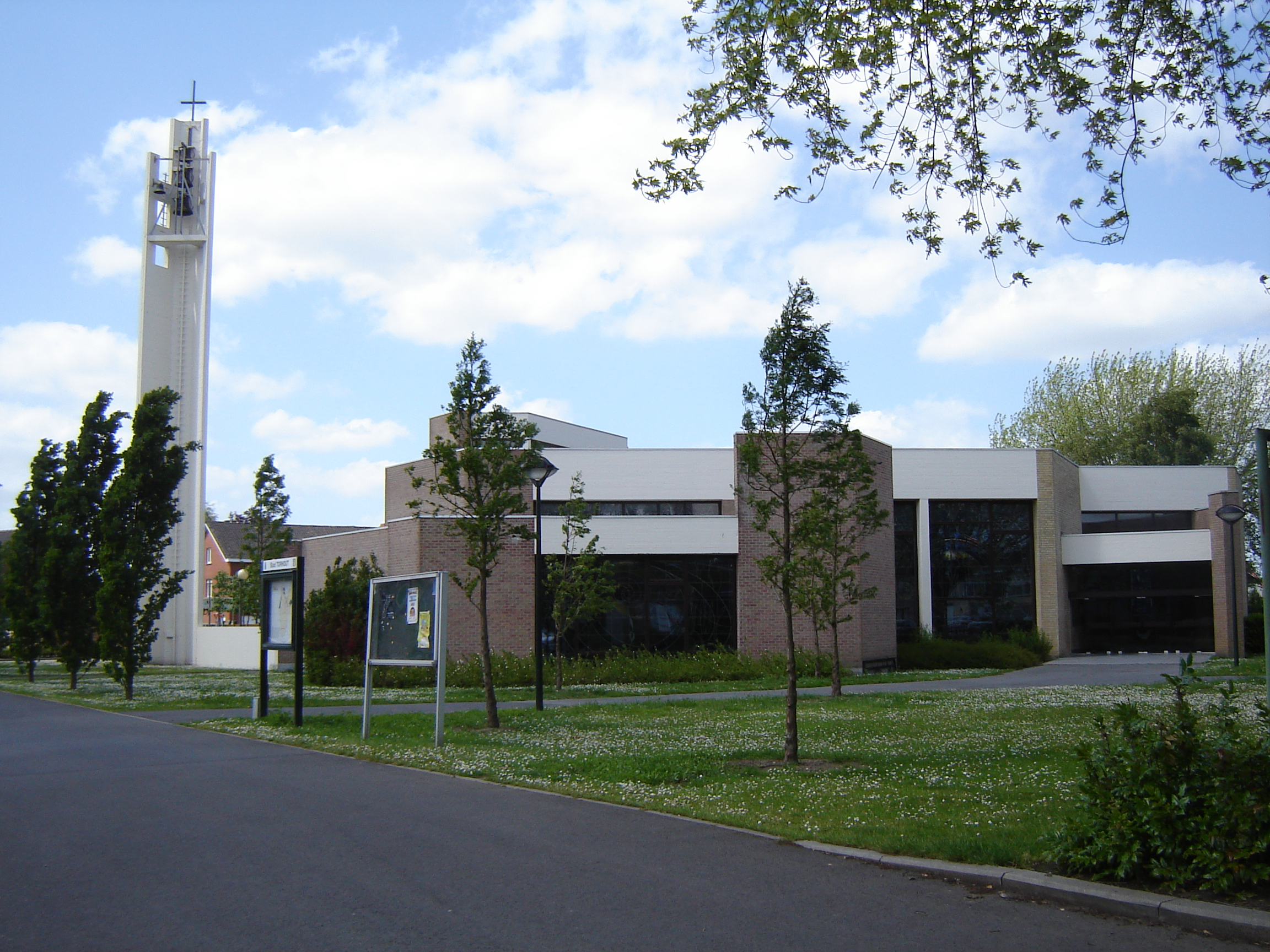
Pfarrkirche Don Bosco

Don Bosco ist ein Ortsteil der belgischen Stadt Torhout im Bistum Brügge. Auch die Pfarrei und die Pfarrkirche sind dem Turiner Sozialheiligen und Ordensgründer Don Bosco geweiht.
Der westlich vom Stadtzentrum gelegene Ortsteil verfügt über ein eigenes von Wohnsiedlungen eingeschlossenes Zentrum mit einem Platz, einer Schule und der Pfarrkirche.

## Pfarrkirche
Die Kirche liegt in der zwischen 1956 und 1959 gegründeten Pfarrei Don Bosco. 1959 hatte man ein Gebäude erworben und in eine provisorische Kirche umgewandelt. Ein Bebauungsplan von 1968 sieht aber eine permanente Kirche vor. Diese wurde schließlich zwischen 1974 und 1976 nach einem Entwurf des Architekten Aime Pauwels aus Kortrijk in Zusammenarbeit mit dem ortsansässigen Architekten René De Deyne erbaut. Die Einweihung fand zum Don-Bosco-Fest am 31. Januar 1976 statt.
Die Hallenkirche mit einem unregelmäßigen eckigen Grundriss wurde aus gelben Ziegeln und in Beton erbaut. Der freistehende Glockenturm mit einem Kreuz  auf der Spitze wurde in einfachem Beton errichtet.
Im Inneren enthält sie Glasmalerei von Jan Leenknegt mit den Themenbildern „Der letzte Tag der Schöpfung“ (1997), „The Morning Star“ (2000), „Allelujah“ (2003) und „Das himmlische Jerusalem und Hölle“ (2002) sowie in der Wochentagskapelle „Das Leben spendende Wasser“ (2006). Die Kreuzwegstationen stammen von T. Maergert.